# راؤول غيب غيريرو
راؤول غيب غيريرو (بالإسبانية: Raúl Gibb Guerrero)‏ هو صحفي مكسيكي، ولد في 1952، وتوفي في 8 أبريل 2005.